# Хаді Амр
Хаді Амр ( араб. هادي عمرو, трансліт. Hādī ʿAmr  ; народився 8 квітня 1964 року) — американський урядовець, який обіймає посаду заступника помічника міністра у справах Ізраїлю та Палестини в Бюро зі справ Близького Сходу Державного департаменту США.  Він був призначений на посаду за президента Джо Байдена 20 січня 2021 року. Він народився в Лівані і має тісні зв’язки з регіоном, його високо оцінюють як ізраїльські, так і палестинські лідери.

## Життєпис
Амр народився в Бейруті, Ліван, у 1964 році, але виріс переважно в Нью-Джерсі та Вірджинії. Він здобув ступінь бакалавра економіки в Університеті Тафтса, а потім здобув ступінь магістра з міжнародних відносин у Прінстонському університеті.
З 2006 по 2010 рік він працював науковим співробітником Інституту Брукінгса та директором-засновником Центру Брукінгса Доха в Катарі.
10 травня 2022 року зустрівся з Єрусалимським патріархом Феофілом ІІІ.